# 27 Canis Majoris
27 Canis Majoris là một sao đôi  nằm trong chòm sao Canis Major ở khu vực phía bắc, nằm ở khoảng cách 1.700năm ánh sáng từ mặt trời. Nó có ký hiệu sao biến là EW Canis Majoris; 27 Canis Majoris là định danh Flamsteed. Hệ thống này có thể nhìn thấy bằng mắt thường dưới dạng một ngôi sao mờ, màu trắng xanh với cường độ thị giác rõ ràng là +4,65. Nó đang di chuyển ra khỏi Trái đất với vận tốc hướng tâm là 16 km/s.
Cặp sao trong hệ thống này đã được WS Finsen khám phá lần đầu tiên vào năm 1953 và sự phân chia đã được mở rộng kể từ thời điểm đó. Hệ thống có chu kỳ quỹ đạo khoảng 119 năm với độ lệch tâm l 0,7 và bán trục lớn là 0178″. Độ lớn 4,92 , thành phần A được chỉ định, nó là một ngôi sao Be với phân loại sao là B3 IIIpe. Nó đang quay nhanh với vận tốc quay dự kiến là 290 km/s, so với vận tốc tới 389 km/s. Ngôi sao dường như là một sao biến quang Beta Cephei  với chu kỳ dao động là 0,0919 ngày và biên độ 0,0080 độ lớn.
Độ lớn thứ cấp là 5,39 , thành phần B, được phân loại là sao biến quang loại Gamma Cassiopeiae. Do tính chất thay đổi của nó, độ sáng của hệ thống thay đổi từ cường độ +4,42 đến +4,82.